# Polythore concinna
Polythore concinna är en trollsländeart som först beskrevs av Mclachlan 1881.  Polythore concinna ingår i släktet Polythore och familjen Polythoridae. Inga underarter finns listade i Catalogue of Life.